# Lucas Międzynarodowy Festiwal Filmów Młodego Widza
Lucas Międzynarodowy Festiwal Filmów Młodego Widza (niem.: LUCAS - Internationales Kinderfilmfestival) - festiwal filmów młodego widza odbywający się we Frankfurcie nad Menem w Niemczech od 1974 roku.
Ostatnia, 37. edycja festiwalu, odbyła się w dniach 21-18 września 2014 roku.